# Пятое Ковельское сражение
Пятое Ковельское сражение — наступление Особой и 8-й армий Юго-Западного фронта на ковельском направлении, проводившееся с 19 сентября (2 октября) по 22 сентября (5 октября) 1916 года. Часть общего наступления армий Юго-Западного фронта в сентябре 1916 года; продолжение Брусиловского прорыва.

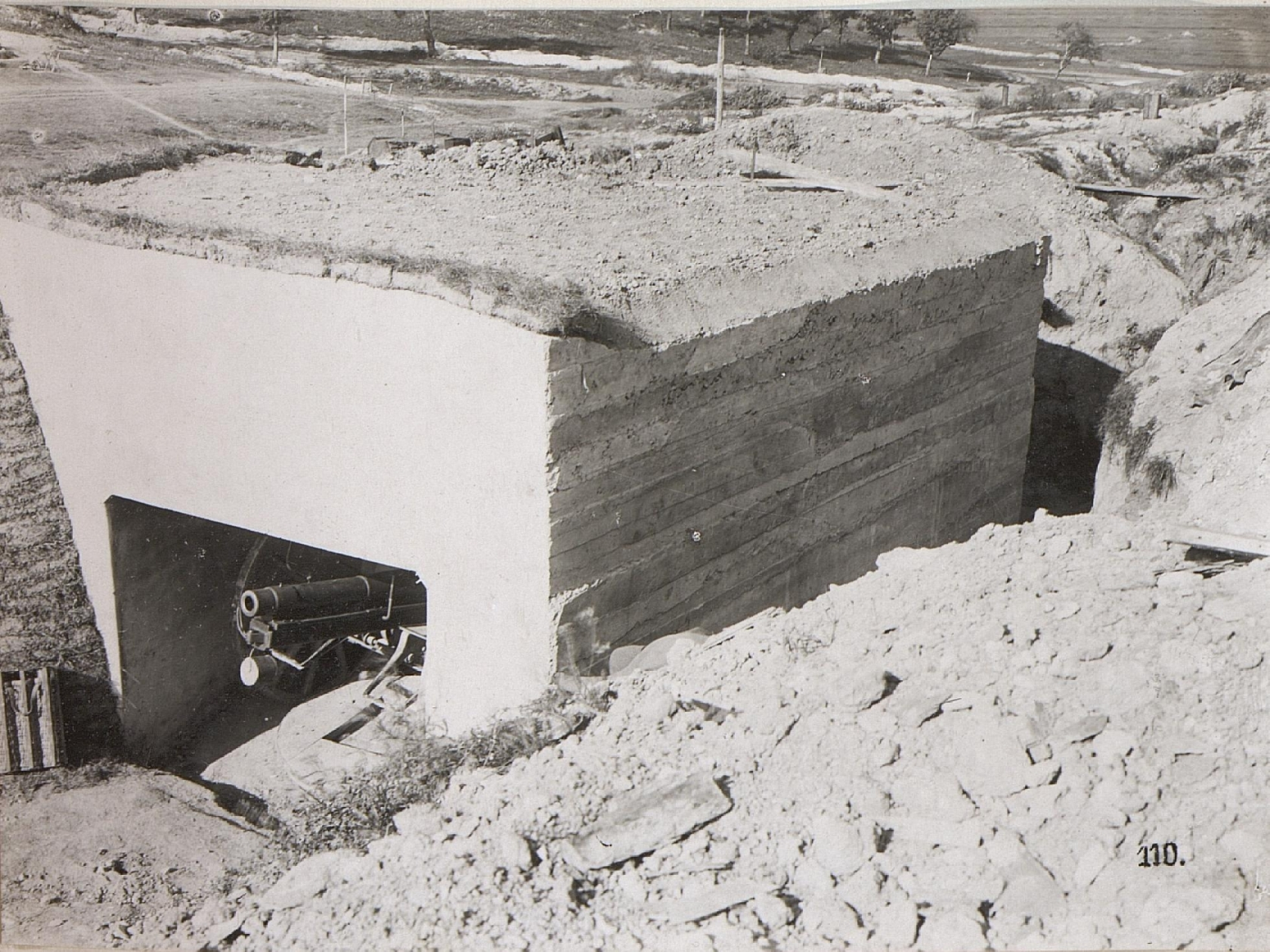
Немецкая пушка в орудийном бункере западнее Шельвова

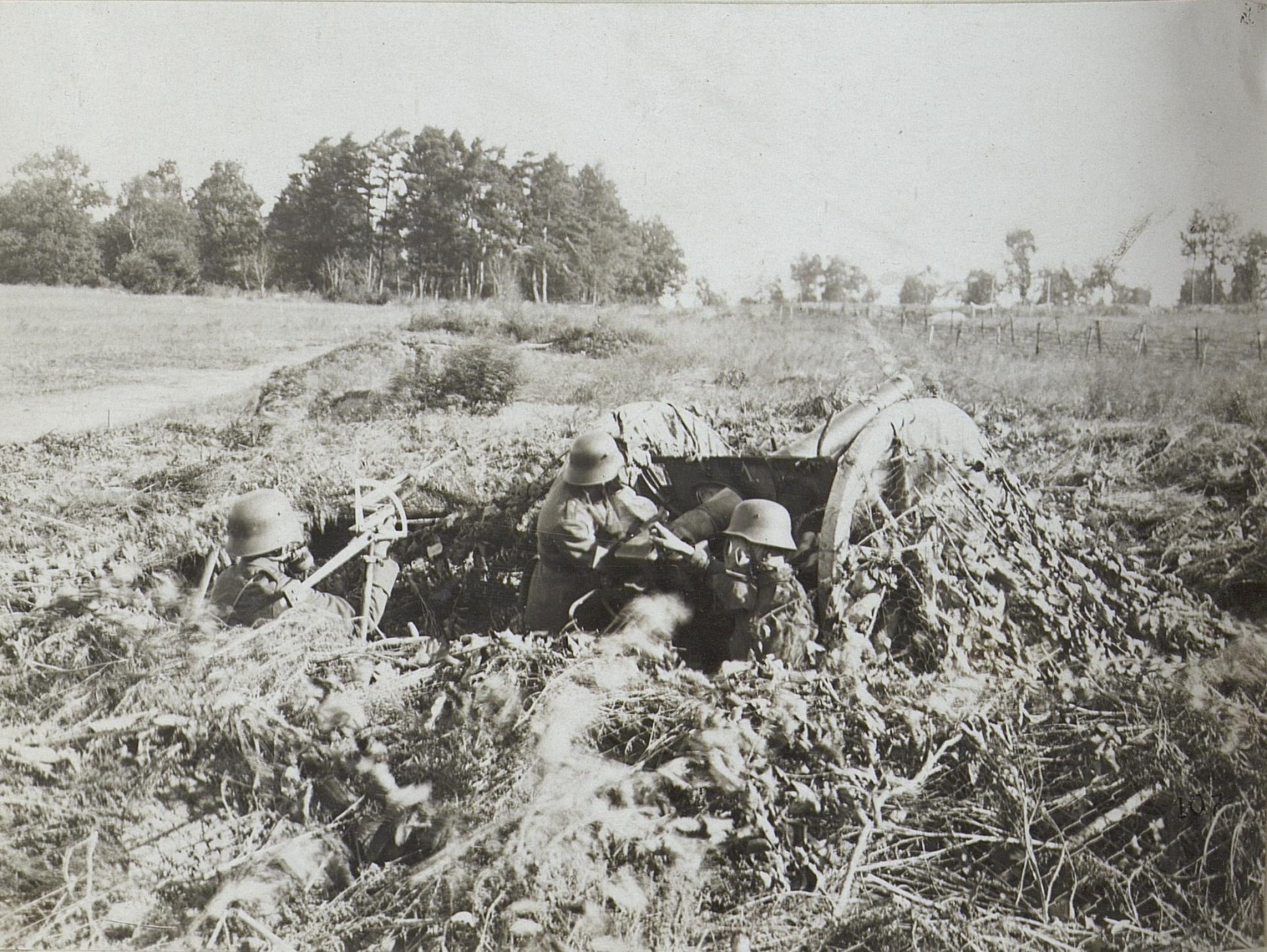
Немецкое полевое орудие в укрытии юго-западнее Шельвова

## План операции
Последняя неудача под Ковелем повлияла на Ставку, и генерал Алексеев под впечатлением августовской победы 7-й армии Щербачёва на «двух Липах» советовал Брусилову перенести центр тяжести на юг — в 7-ю и 9-ю армии. Но Брусилов пренебрег «советами» Ставки и в пятый раз решил повторить наступление, не удавшееся четыре раза. Особой армии (командующий генерал В. И. Гурко) были переданы правофланговые 39-й и 40-й армейские корпуса 8-й армии и 4-й Сибирский корпус резерва фронта. Ей были указаны активная оборона линии Стохода («короткими ударами») и решительное наступление на Владимир-Волынский левым флангом в обход Ковеля с юга. 8-й армии предписывалось содействовать генералу Гурко наступлением на Грубешов, 11-й армии — по-прежнему бить на Львов, 7-й армии — на Галич (причем она была усилена за счет 11-й 3-м Кавказским корпусом), в 9-й армии — на Дорна-Ватру. Общее наступление всего фронта было назначено на 17 (30) сентября.
Пока Гурко и Каледин готовились атаковать немцев, эти последние сами перешли 13-14 (26-27) сентября в ряд контратак, перемежая их с постоянными налетами групп аэропланов, и выбили 10-ю Сибирскую
дивизию, понёсшую большие потери, из леса восточнее Свинюх и ряд высот. Попытки восстановить положение на занятых участках не привели к положительным результатам. Поражение 4-го Сибирского корпуса заставило генерала Брусилова отложить наступление Особой и 8-й армий на два дня.
19 сентября (2 октября) после внушительной артиллерийской подготовки, на которую энергично отвечал и противник, Особая и 8-я армии начали атаку. 14 русских дивизий атаковали 12 неприятельских (германская группа Бекмана, 6-й германский корпус Марвица и IV австро-венгерская армия), занимавших оборудованные по-крепостному позиции и располагавших вдвое сильнейшей артиллерией.

## Атаки Особой армии
Особая армия атаковала левым крылом, развернув 39-й, 25-й, 34-й и 40-й армейские корпуса. В 39-м корпусе правый фланг 53-й дивизии, прорвавшись через линию неприятельских проволочных заграждений, встретил на западном скате высоты у Зубильно новую невидимую с наблюдательных пунктов линию заграждений, попал под сильнейший фланговый пулеметный огонь и вынужден был отойти в исходное положение. Левый фланг дивизии, захватив первую линию окопов, выдвинулся к проволочным заграждениям второй линии и дальнейшие попытки к продвижению встречались сильным огнем противника. На участке 34-го корпуса противник сам перешел в наступление, но был отогнан в свои окопы. Вслед за этим 34-й корпус начал атаку на всем фронте и захватил первую линию неприятельских окопов. Однако, при дальнейшем продвижении его правый фланг (56-я дивизия) был встречен сильной контратакой противника и, попав под фланговый огонь не уничтоженных пулеметов, вынужден был отойти в исходное положение. Для возобновления атаки были подтянуты резервы. Остальные полки корпуса продвигались ко второй линии неприятельских окопов. В 25-м корпусе гренадеры выбили немцев из 1-2 линий окопов, атаковали ближайшую высоту, но, встреченные контратаками, отошли местами в исходное положение. Правый фланг 46-й дивизии также захватил первую линию окопов противника. 40-й корпус залег перед заграждениями второй линии.
В 14 часов 20 сентября (3 октября) атаки Особой армии возобновились. Кое-где части захватили первую линию окопов, но всюду были выбиты контратаками и огнем. В этот день в Особой армии почувствовался уже недостаток тяжелых снарядов, и при их неподвозе Гурко грозил 22 сентября (5 октября) операцию даже при успехе приостановить.
21 сентября (4 октября) в результате атак некоторые части закрепились в первой линии неприятельских окопов; большинство же окопалось непосредственно перед проволокой.
Нехватка снарядов не могла возместиться доблестью войск.

## Атаки 8-й армии
Атаку начал 2-й гвардейский корпус в 6 часов утра после взрыва горнов (на некоторых участках велась подземная война). Стрелкам удалось, преодолевая контратаки противника, ворваться в неприятельские окопы северо-восточного угла квадратного леса (юго-восточнее Войнина); на остальном же фронте корпуса части остановились на проволочных заграждениях. В 11-м часу стрелки были вытеснены из занятых ими окопов в лесу и вернулись в исходное положение. Повторенная в 13 часов атака успеха не имела, и части понесли большие потери. В 1-м гвардейском корпусе части обеих дивизий в полдень пошли в атаку, встреченные ружейным, пулеметным и заградительным артиллерийским огнем. Преображенцы и измайловцы овладели севернее Корытницы частью первой линии неприятельских окопов. Атака лесных групп 2-й гвардейской дивизии не удалась; повторная атака в 15 часов вновь успеха не имела. В 8-м корпусе 36-й Сибирский стрелковый полк завладел первой линией окопов, но был оттеснен контратаками немцев в исходное положение.
20 сентября (3 октября) атаки не производились в виду того, что сильное расстройство частей, в том числе и близко подведенных резервов, не сулило успеха, а артиллерия была не в состоянии подавить заградительный огонь неприятельской артиллерии.
21 сентября (4 октября) во 2-м гвардейском корпусе роты, захватившие участок неприятельской позиции, удерживались в нем, несмотря на перекрестный огонь. В 1-м гвардейском корпусе московцы были выбиты из занятого ими окопа западнее Бубнова и отошли в исходное положение, а преображенцы удержали за собой высоту в двух верстах севернее Корытницы и закреплялись на ней.

## Результаты
22 сентября (5 октября) войска на фронтах обеих армий выдохлись и атаки постепенно заглохли. Несмотря на видимую неудачу, Брусилов настаивал на продолжении операции, ожидая от нее успеха. Алексеев этому уже не верил, а усложнявшаяся обстановка в Румынии влекла все его внимание на юг, и потому для него было весьма важно поскорее прекратить Ковельскую операцию, невольно отвлекающую силы в другую сторону. Верховный Главнокомандующий (Николай II) решительно воспротивился дальнейшему развитию операции Особой и 8-й армий, находя, что она пообещает наименьший успех при громадных потерях.